# Olympische Sommerspiele 1984/Teilnehmer (Indien)
| Gelbes Symbol für Goldmedaillen mit stilisierten Olympischen Ringen | Graues Symbol für Silbermedaillen mit stilisierten Olympischen Ringen | Braundes Symbol für Bronzemedaillen mit stilisierten Olympischen Ringen |
| ------------------------------------------------------------------- | --------------------------------------------------------------------- | ----------------------------------------------------------------------- |
| —                                                                   | —                                                                     | —                                                                       |

Indien nahm an den Olympischen Sommerspielen 1984 in Los Angeles, USA, mit einer Delegation von 48 Sportlern (42 Männer und sechs Frauen) teil.

## Teilnehmer nach Sportarten

### Boxen
- Jaslal Pradhan
Halbweltergewicht: 33. Platz

- Kaliq Singh
Schwergewicht: 9. Platz

### Gewichtheben
- Mahendran Kannan
Fliegengewicht: 10. Platz

- Manikyalu Malla Venkata
Fliegengewicht: DNF

- Deven Govindasami
Bantamgewicht: 10. Platz

- Kamalakanta Santra
Federgewicht: 15. Platz

### Hockey
- Herrenteam
5. Platz

- Kader
Romeo James
Manohar Topno
Vineet Kumar Sharma
Somaya Muttana Maneypandey
Joaquim Carvalho
Rajinder Singh
Charanjit Kumar
Merwyn Fernandis
Hardeep Singh
Muhammad Shahid
Zafar Iqbal
Neel Kamal Singh
Iqbaljit Singh Grewal
Ravinder Pal Singh
Marcellus Gomes
Jalal-ud-Din Syed Rizvi

### Leichtathletik
- Charles Borromeo
800 Meter: Vorläufe

- Siri Chand Ram
20 Kilometer Gehen: 22. Platz

- Gurtej Singh
Speerwerfen: 25. Platz in der Qualifikation

- Manathoor Valsamma
Frauen, 800 Meter: Halbfinale
Frauen, 400 Meter Hürden: Vorläufe
Frauen, 4 × 400 Meter: 7. Platz

- Geeta Zutshi
Frauen, 3000 Meter: Vorläufe

- Vandana Rao
Frauen, 4 × 400 Meter: 7. Platz

- Shiny Abraham
Frauen, 4 × 400 Meter: 7. Platz

- P. T. Usha
Frauen, 400 Meter Hürden: 4. Platz
Frauen, 4 × 400 Meter: 7. Platz

### Ringen
- Sunil Dutt
Papiergewicht, Freistil: 7. Platz

- Mahabir Singh
Fliegengewicht, Freistil: 6. Platz

- Rohtas Singh
Bantamgewicht, Freistil: 5. Platz

- Gian Singh
Federgewicht, Freistil: Vorrunde

- Jagmander Singh
Leichtgewicht, Freistil: Vorrunde

- Rajinder Singh
Weltergewicht, Freistil: 4. Platz

- Jai Prakash
Halbschwergewicht, Freistil: Vorrunde

- Kartar Dhillon Singh
Schwergewicht, Freistil: 7. Platz

### Schießen
- Rajinder Kumar Vij
Schnellfeuerpistole: 32. Platz

- Mohinder Lal
Schnellfeuerpistole: 34. Platz

- Baljit Singh Kharab
Freie Scheibenpistole: 31. Platz

- Bhagirath Samai
Luftgewehr: 39. Platz
Kleinkaliber, liegend: 45. Platz

- Mansher Singh
Trap: 35. Platz

- Randhir Singh
Trap: 35. Platz

- Harisimran Singh Sandhu
Skeet: 64. Platz

- Soma Dutta
Frauen, Luftgewehr: 22. Platz
Frauen, Kleinkaliber, liegend: 17. Platz

### Segeln
- Dhruv Bhandari
470er: 17. Platz

- Farokh Tarapore
470er: 17. Platz